# Iresjön, Småland
Iresjön är en sjö i Tingsryds kommun i Småland och ingår i Mieåns huvudavrinningsområde.